# Yaudel Lahera
Yaudel Lahera (9 febbraio 1991) è un calciatore cubano, attaccante del Deportes Savio.

## Carriera

### Club
Ha sempre giocato nel campionato cubano.

### Nazionale
Ha esordito con la Nazionale cubana nel 2011 giocando 14 partite nel 2012.